# 席正銘
席正铭（1884年—1920年2月8日），貴州省思南府沿河司（現沿河縣）人，中国民主革命家。

## 生平
席正铭出生在贵州省思南府沿河司（現沿河縣）城郊的席家坡的一個秀才之家，其父是秀才，與書法家嚴寅亮有往來。1907年，他考入贵州陆军小学堂，在校期间与同学刘莘园、阎崇阶等组织“历史研究会”从事反清革命。1909年，席正铭升入武昌陆军第三中学，他校内成立竞存社、皇汉光复会，宣传反清革命。1910年6月他到上海会见于右任、宋教仁，代表竞存社加入中国同盟会。回到武昌后，他和文学社、共进会取得联系，筹划起义。
武昌起义爆发前，1911年10月10日，席正铭召集竞存社骨干阎崇阶、雷洪、谢复初、熊仲符、刘莘园等20多人举行紧急会议。此后他集合陆军第三中学全校同学，组成600多人的学生军，并自任总队长。10月10日晚，新军工程第八营熊秉坤、金兆龙等率部攻占楚望台。席正铭得知起义开始后，即率学生军赴楚望台军械库领枪，然后参加战斗。10月11日，武汉光复，中华民国军政府鄂军都督府成立，黎元洪任都督，席正铭任都督府参军。此后他被任命为贵州宣抚使，留都督府襄赞。1911年底，他作为贵州代表曾到上海参加各省都督府代表聯合會的会议。
1912年中华民国成立后，席正铭在陆军部任职。旋即受孙中山委派，随刚被任命为贵州都督的杨荩诚回贵州。在途中，他们和已经抢占贵阳的唐继尧的滇军发生激战，席正铭被推举为司令，率部进入贵州并占领松桃，后进攻铜仁。因唐继尧准备焚烧铜仁进行抵抗，为避免当地百姓受苦，席正铭放弃进攻铜仁，率部撤退到四川省秀山。
1914年，他到日本追随孙中山，此后他历任中华革命党贵州支部长、贵州司令长官部参谋长等职务。1915年，他任中国留日陆军同学会总会长。同年，他奉孙中山之命回国，在北京、天津等地开展反对袁世凯称帝的活动。不久，他被孙中山任命为中将参军。1919年11月，席正铭被任命为黔军总司令。1920年2月8日，席正铭上任途中，在四川省白市驿被谋杀，年方36岁。
在他生前，黄兴曾为他题词：“男儿的一代英雄”
他去世后，孙中山为他题词：“席正铭烈士”